# Maadheli
Maadheli ou Mandali est une petite île inhabitée des Maldives. Elle fut anciennement habitée, et comprend des ruines de temples bouddhistes. 

## Géographie
Maadheli est située dans le centre des Maldives, au Nord-Ouest de l'atoll Nilandhe Sud, dans la subdivision de Dhaalu. 